# Bodilsker Sogn
Bodilsker Sogn ist eine Kirchspielsgemeinde (dän.: Sogn)auf der dänischen Insel Bornholm. Bis 1970 gehörte sie zur Harde Bornholms Sønder Herred im damaligen Bornholms Amt, danach mit dem Wegfall der Hardenstruktur zur Neksø Kommune im unveränderten Bornholms Amt, die wiederum zum Januar 2003 in der Bornholms Regionskommune aufgegangen ist. Die Regionskommune war zunächst – wie Kopenhagen und Frederiksberg – amtsfrei, also direkt dem Staat unterstellt, und wurde dann mit der Kommunalreform zum 1. Januar 2007 der Region Hovedstaden zugeordnet.
Im Kirchspiel leben 882 Einwohner (Stand: 1. Januar 2023).

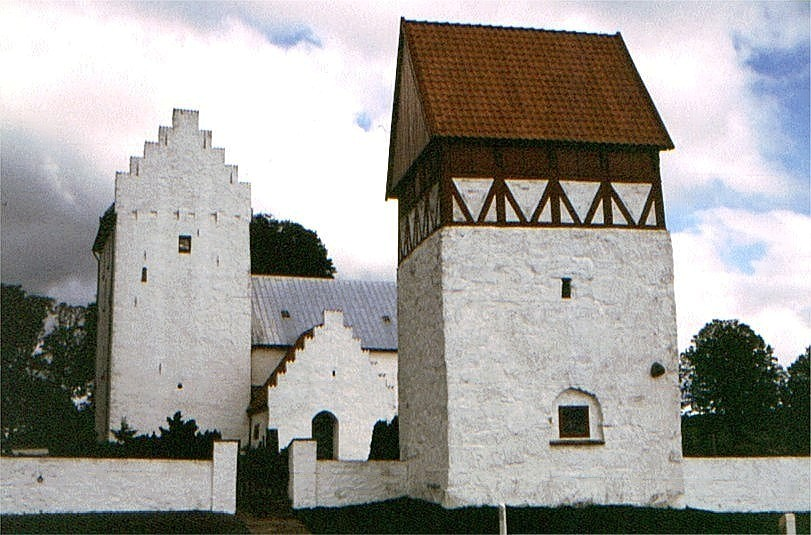
Sankt Bodil Kirke

Im Kirchspiel liegt die Sankt Bodil Kirke.
Nachbargemeinden sind im Norden der kleinere Teil des Poulsker Sogn, im Nordosten Ibsker Sogn, im Osten Nexø Sogn, im Süden der größere Teil des Poulsker Sogn und im Westen beide Teile des Pedersker Sogn und dazwischen Aaker Sogn.
Das Ganggrab von Stenseby liegt südlich von Bodilsker und vom Stensebyvejen. Die Gryet (von altnordisch Griut – Steingruppe) liegt am Bjergegårdsvejen.